# Теплов, Валентин Павлович
Валентин Павлович Теплов (род. 12 января 1952) ― художник-график, заслуженный художник Российской Федерации (2004), заслуженный педагог Красноярского края, академик РАХ (2011), член-корреспондент Петровской академии наук и искусств (2006), член Союза художников СССР с (1988 года), член Союза художников России.

## Биография
Валентин Павлович Теплов родился 12 января 1952 года в деревне Тарасовка на территории современного Тяжинского района Кемеровской области. В 1971 году Валентин Теплов окончил театрально-декорационное отделение Красноярского художественного училища им. В. И. Сурикова (педагоги: В. П. Бойко, С. Ф. Туров, В. А. Сергин, А. Н. Баженов). Валентин Павлович после окончания училища работал театральным художником в Нукусе и Абакане. В 1986 году Теплов окончил Московский полиграфический институт (факультет художественно-технического оформления печатной продукции), руководитель диплома — Н. А. Гончарова. В графической мастерской под руководством профессора Виталия Натановича Петрова-Камчатского, Валентин Павлович в городе Красноярске (1992) окончил творческие мастерские Академии художеств (отделение Урал, Сибирь и Дальний Восток).
Преподавал в 1976—1984 годах в Красноярский инженерно-строительный институт (кафедра РЖИС). С 1990 года Валентин Павлович преподаёт в Красноярском государственном художественном институте, руководитель творческой мастерской «Станковая графика», в настоящее время — профессор, заведующий кафедрой станковой графики КГХИ. В. П. Теплов имеет учёные звания — доцент (1993), профессор (1999).
Профессор, Валентин Павлович Теплов подготовил более 15 лауреатов и дипломантов международных, всероссийских и региональных конкурсов.
В 1996—2001 годах — член правления Красноярской организации СХ России. Награждён серебряной и золотой медалями Академии художеств Российской Федерации, является лауреатом Всероссийского фестиваля графики «Урал-ГРАФО» (Екатеринбург).
С 1972 года Валентин Павлович Теплов является участником краевых, региональных, всероссийских и международных выставок (около 100). Участвовал в персональных выставках (Красноярск, Новокузнецк, Кемерово, Дивногорск, Канск, Томск, Железногорск); зарубежных и международных выставках (Индия, Франция, Нормандия, Италия, Красноярск, Санкт-Петербург и др.).
Произведения заслуженного художника России, В. П. Теплова находятся в художественных музеях России (Красноярский художественный музей им. В. И. Сурикова, Томский областной художественный музей, Елецкий краеведческий музей, Новокузнецкий художественный музей и др.), а также в частных российских и зарубежных коллекциях.

### Семья
Супруга — Елена Худоногова, искусствовед. Елена Худоногова рассказала о жизненном и творческом пути своего мужа:

Мы вместе учились, работали, на моих глазах он развивался, менялся как художник. Одним из толчков стало путешествие на Байкал, после которого появилась серия пейзажей. Потом были многое определившая встреча с Петровым-Камчатским и последующая работа в художественном институте. Думаю, эта выставка поможет Валентину Теплову увидеть свои работы со стороны и явится толчком для дальнейшего творчества. Вспоминаю, как на одной из прежних выставок итальянский дирижёр Белуджи встал на колени перед его работами и произнёс: «Это музыка!..» Думаю, что его ученикам повезло.

## Награды
- Серебряная медаль Академии художеств Российской Федерации (2004),
- Золотой диплом Всероссийского фестиваля графики «УРАЛ-ГРАФО» (2015),
- Золотая медаль Российской Академии художеств (2017).

## Основные работы
Основные работы Теплова включают:
- Натюрморт с черным облаком (1989),
- «Натюрморт с белым кувшином» (1991),
- «Вечер». Из серии «Хакасия» (1991),
- «Портрет женщины в голубом» (1992),
- «Натюрморт с иглой дикобраза» (1996),
- Триптих «Вспоминая Индию» (1996),
- «Портрет дамы в красной шляпе» (1997),
- «Три самовара» (2000),
- «Красный натюрморт» (2000),
- «Динамика». Из серии «Ностальгия» (2013),
- «Статика». Из серии «Ностальгия» (2013),
- «Асимметрия». Из серии «Ностальгия» (2013),
- Серия «Обратная перспектива» (2014),
- Триптих «Сок граната» (2008).

## Публикации
- Композиция станковой графики III—VI курс, методические рекомендации, 2015.
- Разработка буклета выставки «Пастель 2017».
- Разработка Альбома «30 лет отделения РАХ Урал-Сибирь-Дальний Восток», 2017.